# رسم الأحمر
رسم الأحمر  قرية سوريّة تتبع إداريّاً لمحافظة حلب منطقة جبل سمعان ناحية تل الضمان، بلغ تعداد سكانها 45 نسمة حسب التعداد السكاني لعام 2004.